# Leucosolenia hispidissima
Leucosolenia hispidissima är en svampdjursart som först beskrevs av Ernst Haeckel 1872.  Leucosolenia hispidissima ingår i släktet Leucosolenia och familjen Leucosoleniidae. Inga underarter finns listade i Catalogue of Life.